# 6656 Yokota
6656 Yokota eller 1992 FF är en asteroid i huvudbältet som upptäcktes den 23 mars 1992 av de båda japanska astronomerna Kazuro Watanabe och Kin Endate vid Kitami-observatoriet. Den är uppkallad efter den japanske amatörastronomen Hiroshi Yokota.
Asteroiden har en diameter på ungefär 18 kilometer och den tillhör asteroidgruppen Themis.